# Miletus phoebus
Miletus phoebus är en fjärilsart som beskrevs av Waterhouse 1928. Miletus phoebus ingår i släktet Miletus och familjen juvelvingar. Inga underarter finns listade i Catalogue of Life.